# Jean-Victor Makengo
Jean-Victor Makengo (ur. 12 czerwca 1998 w Étampes) – francuski piłkarz kongijskiego pochodzenia występujący na pozycji pomocnika w klubie FC Lorient. Wychowanek Étampes, w trakcie swojej kariery grał także w takich zespołach, jak Caen, Nice, Toulouse oraz Udinese. Młodzieżowy reprezentant Francji.